# Gymnelia gaza
Gymnelia gaza är en fjärilsart som beskrevs av William Schaus 1892. Gymnelia gaza ingår i släktet Gymnelia och familjen björnspinnare. Inga underarter finns listade i Catalogue of Life.